# Patrizio Masini
Patrizio Masini (La Spezia, 27 gennaio 2001) è un calciatore italiano, centrocampista del Genoa.

## Caratteristiche Tecniche
Centrocampista centrale destrorso, può ricoprire tutti i ruoli della zona nevralgica del campo, trovando la sua collocazione migliore come playmaker davanti alla difesa che fa da raccordo tra difesa, centrocampo e attacco. Molto capace di mantenere gli equilibri in mezzo al campo, è molto abile tecnicamente risultando però efficace anche in fase difensiva grazie all'elevato numero di palloni recuperati

## Carriera
Masini è cresciuto nel settore giovanile del Genoa, che nel 2020 lo ha ceduto in prestito alla Sambenedettese in Serie C, dove ha esordito fra i professionisti. Nel gennaio del 2021, a stagione in corso, è passato con la medesima formula al Lecco, con cui ha trascorso una stagione e mezza in Serie C. Il 1º settembre 2022 è stato prestato al Novara, sempre in Serie C.
Il 6 luglio 2023 viene ceduto in prestito per una stagione all'Ascoli e il 19 agosto debutta in Serie B nell'incontro perso 3-0 contro il Cosenza. Ha segnato il suo primo gol fra i cadetti il 2 ottobre seguente contro il Venezia (3-1 per i veneti).
Rientrato al Genoa a fine stagione, è stato confermato in rosa per la stagione 2024-2025 e il 19 ottobre ha debuttato in Serie A nell'incontro pareggiato 2-2 contro il Bologna. Il 17 gennaio 2025 segna la sua prima rete in rossoblu e in massima serie, l'unico della sconfitta per 3-1 sul campo della Roma. Il 6 febbraio rinnova il proprio contratto fino al 2028.

## Statistiche

### Presenze e reti nei club
Statistiche aggiornate al 15 agosto 2025.
| Stagione        | Squadra         | Campionato      | Campionato | Campionato | Coppe nazionali | Coppe nazionali | Coppe nazionali | Coppe continentali | Coppe continentali | Coppe continentali | Altre coppe | Altre coppe | Altre coppe | Totale | Totale |
| Stagione        | Squadra         | Comp            | Pres       | Reti       | Comp            | Pres            | Reti            | Comp               | Pres               | Reti               | Comp        | Pres        | Reti        | Pres   | Reti   |
| --------------- | --------------- | --------------- | ---------- | ---------- | --------------- | --------------- | --------------- | ------------------ | ------------------ | ------------------ | ----------- | ----------- | ----------- | ------ | ------ |
| 2020-gen. 2021  | Sambenedettese  | C               | 14         | 2          | CI              | 1               | 0               | -                  | -                  | -                  | -           | -           | -           | 15     | 2      |
| gen.-giu. 2021  | Lecco           | C               | 17         | 1          | CI              | 0               | 0               | -                  | -                  | -                  | -           | -           | -           | 17     | 1      |
| 2021-2022       | Lecco           | C               | 38         | 4          | CI+CI-C         | 0+1             | 0               | -                  | -                  | -                  | -           | -           | -           | 39     | 4      |
| Totale Lecco    | Totale Lecco    | Totale Lecco    | 55         | 5          |                 | 1               | 0               |                    | -                  | -                  |             | -           | -           | 56     | 5      |
| 2022-2023       | Novara          | C               | 25         | 3          | CI+CI-C         | 0               | 0               | -                  | -                  | -                  | -           | -           | -           | 25     | 3      |
| 2023-2024       | Ascoli          | B               | 25         | 2          | CI              | 1               | 0               | -                  | -                  | -                  | -           | -           | -           | 26     | 2      |
| 2024-2025       | Genoa           | A               | 26         | 1          | CI              | 1               | 0               |                    | -                  | -                  | -           | -           | -           | 27     | 1      |
| 2025-2026       | Genoa           | A               | 0          | 0          | CI              | 1               | 0               | -                  | -                  | -                  | -           | -           | -           | 1      | 0      |
| Totale Genoa    | Totale Genoa    | Totale Genoa    | 26         | 1          |                 | 2               | 0               |                    | -                  | -                  |             | -           | -           | 28     | 1      |
| Totale carriera | Totale carriera | Totale carriera | 145        | 13         |                 | 4               | 0               |                    | -                  | -                  |             | -           | -           | 149    | 13     |